# Claire Nitch
Claire Nitch née le 7 août 1971 à Johannesbourg, est une joueuse professionnelle de squash représentant l'Afrique du Sud. Elle atteint, en juillet 1994, la neuvième place mondiale sur le circuit international, son meilleur classement.
Claire Nitch gagne le titre national à neuf reprises, un record,. Elle se retire de la compétition en décembre 2000 avec des victoires significatives sur Natalie Grainger, Suzanne Horner et Sabine Schöne .

## Palmarès

### Victoires
- Championnats d'Afrique du Sud : neuf titres (1993, 1994, 1996, 1998, 1999, 2001, 2002, 2003 et 2004).